# Big Cabin
Big Cabin és un poble dels Estats Units a l'estat d'Oklahoma. Segons el cens del 2000 tenia 293 habitants.

## Demografia
Segons el cens del 2000, Big Cabin tenia 293 habitants, 120 habitatges, i 89 famílies. La densitat de població era de 54,4 habitants per km².
Dels 120 habitatges en un 35% hi vivien nens de menys de 18 anys, en un 56,7% hi vivien parelles casades, en un 15,8% dones solteres, i en un 25,8% no eren unitats familiars. En el 23,3% dels habitatges hi vivien persones soles el 10% de les quals corresponia a persones de 65 anys o més que vivien soles. El nombre mitjà de persones vivint en cada habitatge era de 2,44 i el nombre mitjà de persones que vivien en cada família era de 2,84.
Per edats la població es repartia de la següent manera: un 25,9% tenia menys de 18 anys, un 9,2% entre 18 i 24, un 27,6% entre 25 i 44, un 24,2% de 45 a 60 i un 13% 65 anys o més.
L'edat mediana era de 34 anys. Per cada 100 dones de 18 o més anys hi havia 92 homes.
La renda mediana per habitatge era de 30.972 $ i la renda mediana per família de 35.000 $. Els homes tenien una renda mediana de 23.750 $ mentre que les dones 21.964 $. La renda per capita de la població era de 18.165 $. Entorn del 19,6% de les famílies i el 18,9% de la població estaven per davall del llindar de pobresa.

## Poblacions més properes
El següent diagrama mostra les poblacions més properes.